# Busiaż (rzeka)
Busiaż (biał. Бусяж, w górnym biegu Mizgierówka, biał. Мізгіраўка) – rzeka na Białorusi, prawostronny dopływ Grzywdy.
Długość rzeki wynosi 19 km, powierzchnia dorzecza – 160 km². Źródło niedaleko od wsi Kowale. Uchodzi do Grzywdy, przy wsi Chodorki. Skanalizowana.